# Мелинда Гордън
Мелинда Айрин Гордън (на английски: Melinda Irene Gordon) е измислена героиня, създадена от Джон Грей, около която се развиват историите на американския телевизионен фентъзи сериал „Шепот от отвъдното“. Ролята на Мелинда се изпълнява от Дженифър Лав Хюит. В българския дублаж на първи сезон Мелинда се озвучава от Мина Костова, както и в този на втори сезон на AXN, а от втори до пети сезон от Лина Златева.

## Сюжет
Мелинда има способността да вижда и общува с духове. Премества се да живее в Грандвю със съпруга си, Джим Кланси, парамедик, който знае за таланта ѝ. Мелинда винаги е имала възможност да общува с мъртвите – „свързани със земята духове“, както баба ѝ (от която наследява таланта) ги нарича. Майката на Мелинда, Бет Гордън, също притежава таланта, въпреки че го отрича. Духовете, които имат недовършени дела на земята търсят Мелинда, за да им помага. Тя им помага да преминат отвъд или като говори с близките им, или като върши неща, които те не са успели да свършат приживе. Но за Мелинда това хич не е лесно, защото повечето хора я приемат като мошеничка и е доста трудно да ги убеди, че само се опитва да помогне. С всеки изминал ден Мелинда осъзнава, че има нещо повече от объркани духове, а именно-зла сила, която иска да ѝ попречи.